# Saliou Ciss
Saliou Ciss (* 15. September 1989 in Dakar) ist ein senegalesischer Fußballspieler. Seine bevorzugte Position ist die des linken Verteidigers.

## Karriere

### Verein
Ciss spielte in der Jugend für Diambars FC, von wo er im Februar 2010 zu Tromsø IL wechselte. Dort debütierte er am 5. Mai 2010 in der Tippeligaen, als er beim Spiel gegen Brann Bergen eingewechselt wurde. Bei Tromsø IL erhielt Ciss einen Vertrag bis 2014, im August 2013 wechselte er jedoch für eine Ablösesumme von 500.000 Euro in die französische Ligue 2 zum FC Valenciennes. Nach vier Jahren ging er zu SCO Angers, um im Jahr darauf an seinen vorherigen Clun zurückverliehen zu werden. Seit 2019 spielt Ciss beim AS Nancy.

### Nationalmannschaft
Im Mai 2018 wurde Ciss von Aliou Cissé in den Kader für die Fußball-Weltmeisterschaft 2018 in Russland berufen, allerdings verletzte er sich Ende Mai in einem Testspiel gegen Luxemburg. Bei der Qualifikation für die Fußball-WM 2022 sowie beim Afrika-Cup 2022 gehörte Ciss zu den Stammspielern.

## Erfolge
- Afrikameister: 2022